# Betsy Palmer
Betsy Palmer, geboren als Patricia Betsy Hrunek, (East Chicago, 1 november 1926 - Danbury (Connecticut), 29 mei 2015) was een Amerikaanse actrice. Haar meest bekende rol is wellicht die van "Pamela Vorhees" in de eerste Friday the 13th-film.

## Filmografie

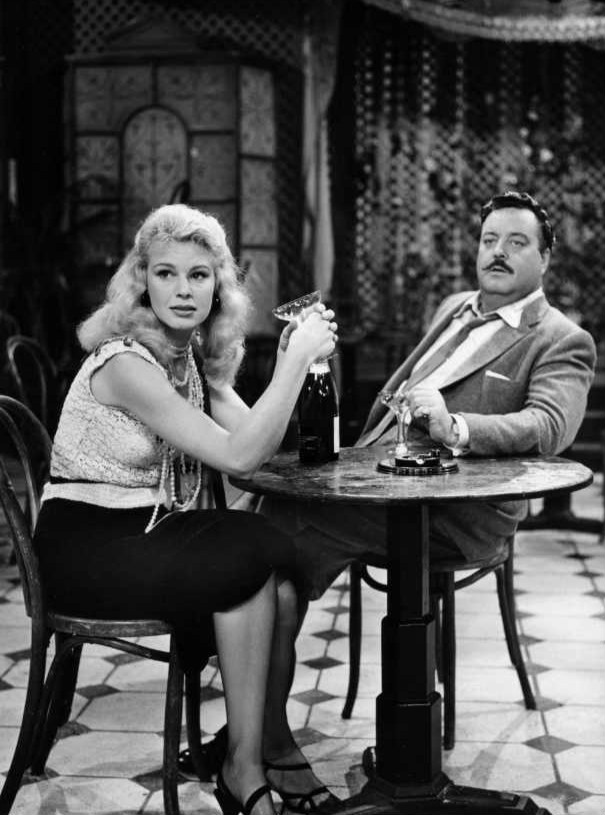
Betsy Palmer en Jackie Gleason in The Time of Your Life (1958)

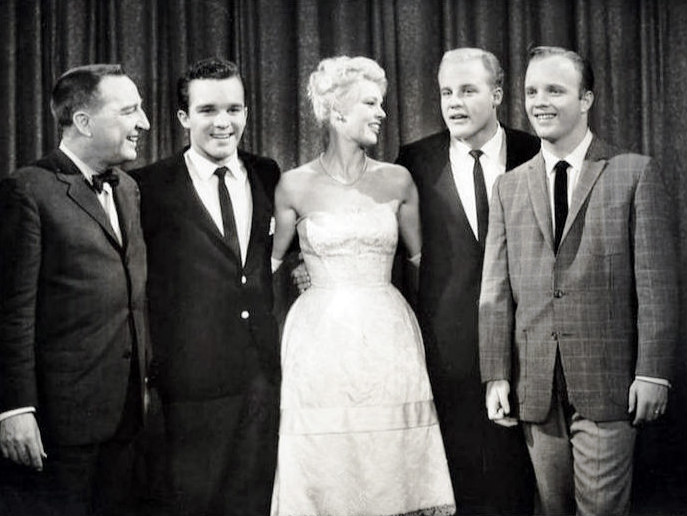
Palmer in I've Got a Secret met Garry Moore en drie zonen van Bing Crosby (1961)

## Nominaties en prijzen
| Award                                                  | Categorie                       | Nominatie       | Resultaat   |
| ------------------------------------------------------ | ------------------------------- | --------------- | ----------- |
| Fantasporto Film Festival                              | Special Career Award            | Penny Dreadful  | Gewonnen    |
| Golden Raspberry Award                                 | Slechtste actrice in een bijrol | Friday the 13th | Genomineerd |
| New England Theatre Conference (NETC) 2005 Major Award | Award for Stage Work            | Various         | Gewonnen    |